# S/S Ara
S/S Ara är ett norskt ångfartyg, som byggdes 1910 på C J Wennbergs Mekaniska Verkstad i Karlstad.
Fartygets ursprungliga namn var Alster och det byggdes för Alster Bruk och Valsekvarn. Det köptes 1954 av Haldenvassdragets fløtningsforening, fick namnet DS Ragnvald Bødtker och användes som varpbåt.
År 1964 såldes hon till en privatperson och döptes om till DS Ara. År 2010 köptes hon av DS Turisten AS.